# Poitevinita
La poitevinita es un mineral de la clase de los sulfatos. Recibe su nombre del mineralogista canadiense Théophile Eugène Poitevin (1888-1978).

## Descripción
La poitevinita es un sulfato de fórmula química (Cu, Fe, Zn)SO4·H2O. Cristaliza en sistema triclínico. Su dureza en la escala de Mohs es de 3.5.

## Yacimientos y formación
Fue descubierta cerca del arroyo Hat, en la división minera de Lillooet (Columbia Británica, Canadá). También existen yacimientos en Portugal, Alemania, Italia, Polonia, Bulgaria, Rusia, Irán y Australia.